# Бухайра
Бухайра (на арабски: البحيرة) е мухафаза в Северен Египет, разположена на брега на Средиземно море, западно от делтата на река Нил. Граничи с областите Кафр ел-Шейх, Гарбия и Минуфия на изток, Гиза на юг и Матрух и Александрия на запад. Административен център е град Даманхур.